# Fossé de Rockall

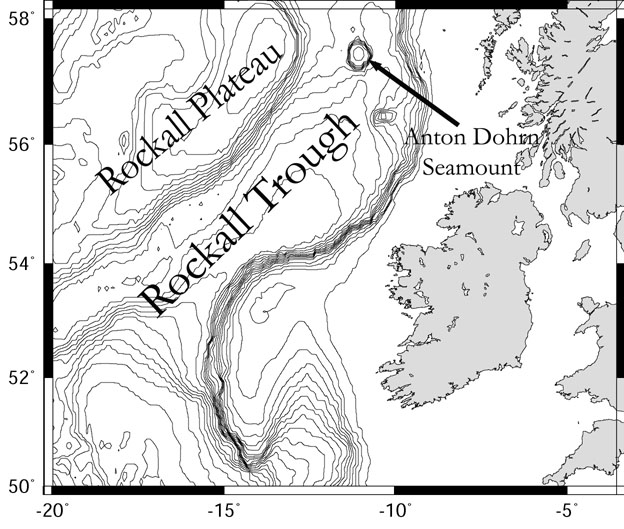

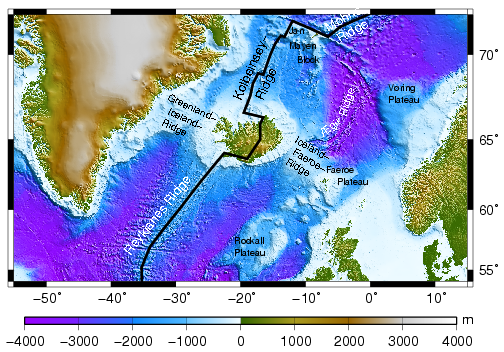

Le fossé de Rockall ou bassin de Rockall est un grand (environ 800 km par 150 km) bassin sédimentaire qui s'étend à l'ouest de l'Irlande et de la Grande-Bretagne sous la zone en eau profonde majeure connue comme la Fosse de Rockall. Il est nommé d'après l'îlot rocheux de Rockall situé à 301,4 km à l'ouest de Saint-Kilda (Écosse). D'orientation nord-est - sud-ouest, il est limité au nord-ouest par le plateau de Rockall qui prolonge l'îlot du même nom, et au sud par le banc de Porcupine.
Une partie des lieux du fossé de Rockall est nommée en hommage au monde de J. R. R. Tolkien, tels Eriador Seamount, Rohan Seamount, Gondor Seamount, Fangorn Bank, Edoras Bank, Lorien Knoll, ou Isengard Ridge.